# ㅡ
ㅡ(으)는 한글 낱자의 23번째 글자이다.

## 현대 한국어의 발음
현대 한국어에서는 단모음으로, 후설 비원순 고모음([ɯ]) 혹은 중설 비원순 고모음([ɨ])으로 발음한다. 표준어 발음은 두 소리의 중간발음인 근후설 비원순 근고모음 [ ɯ̽ ]으로 표기할 수 있다. 다른 발음으로는 [ ə ](동남 방언), [ ʊ ](문화어)가 있다.
| 자명 | 으 (훈몽자회: 應, 不用終聲)                                                                                       |
| 발음 | 어두 : [ ɯ̽ ], 어중 : [ ɯ̽ ]（표준어） 어두 : [ ə ], 어중 : [ ə ]（동남 방언） 어두 : [ ʊ ], 어중 : [ ʊ ]（문화어） |

## 역사
훈민정음에서는 다음과 같이 설명한다.

ㅡ는 卽(곧 죽)의 중성과 같다.
ㅡ、如卽字中聲。
— 《훈민정음》

ㆍ는 혀가 오그라들고 소리가 깊다. 하늘이 열린 것은 첫 번째(子)이다. 모양은 둥글어 하늘을 본떴다.
ㅡ는 혀가 조금 오그라들고 소리가 깊지도 얕지도 않다. 땅이 펼쳐진 것은 두 번째(丑)이다. 모양은 평평하여 땅을 본떴다.
ㅣ는 혀가 오그라들지 않고 소리는 얕다. 사람이 태어난 것은 세 번째(寅)이다. 모양은 서 있어 사람을 본떴다.
ㆍ舌縮而聲深、天開於子也。形之圓、象乎天也。
ㅡ舌小縮而聲不深不淺、地闢於丑也。形之平、象乎地也。
ㅣ舌不縮而聲淺、人生於寅也。形之立、象乎ㄱ人也。
— 《훈민정음 해례》(訓民正音解例), 〈제자해〉(制字解)

그리고 훈민정음에서는 ㆍ와 합하여 기본 낱자 ㅗ·ㅛ, ㅜ·ㅠ가 만들어져 있다.
17세기가 넘어가면서 ㆍ가 실제 발음에서 소멸되기 시작하면서 이와 대응되는 ㅡ의 음성·양성 모음의 조화가 흔들림에 따라 전반적인 모음 조화가 약해지는 영향을 주었다.

## 코드값
| 종류                  | 글자 | 유니코드 | HTML     |
| --------------------- | ---- | -------- | -------- |
| 한글 호환 자모 영역   | ㅡ   | U+3161   | &#12641; |
| 한글 자모 영역        | ᅟᅳ   | U+1173   | &#4467;  |
| 한양 사용자 정의 영역 |   | U+F846   | &#63558; |
| 반각                  | ￚ    | U+FFDA   | &#65498; |

## 참고 문헌
- 이호영(1996) “국어음성학”, 태학사.